# Horressen

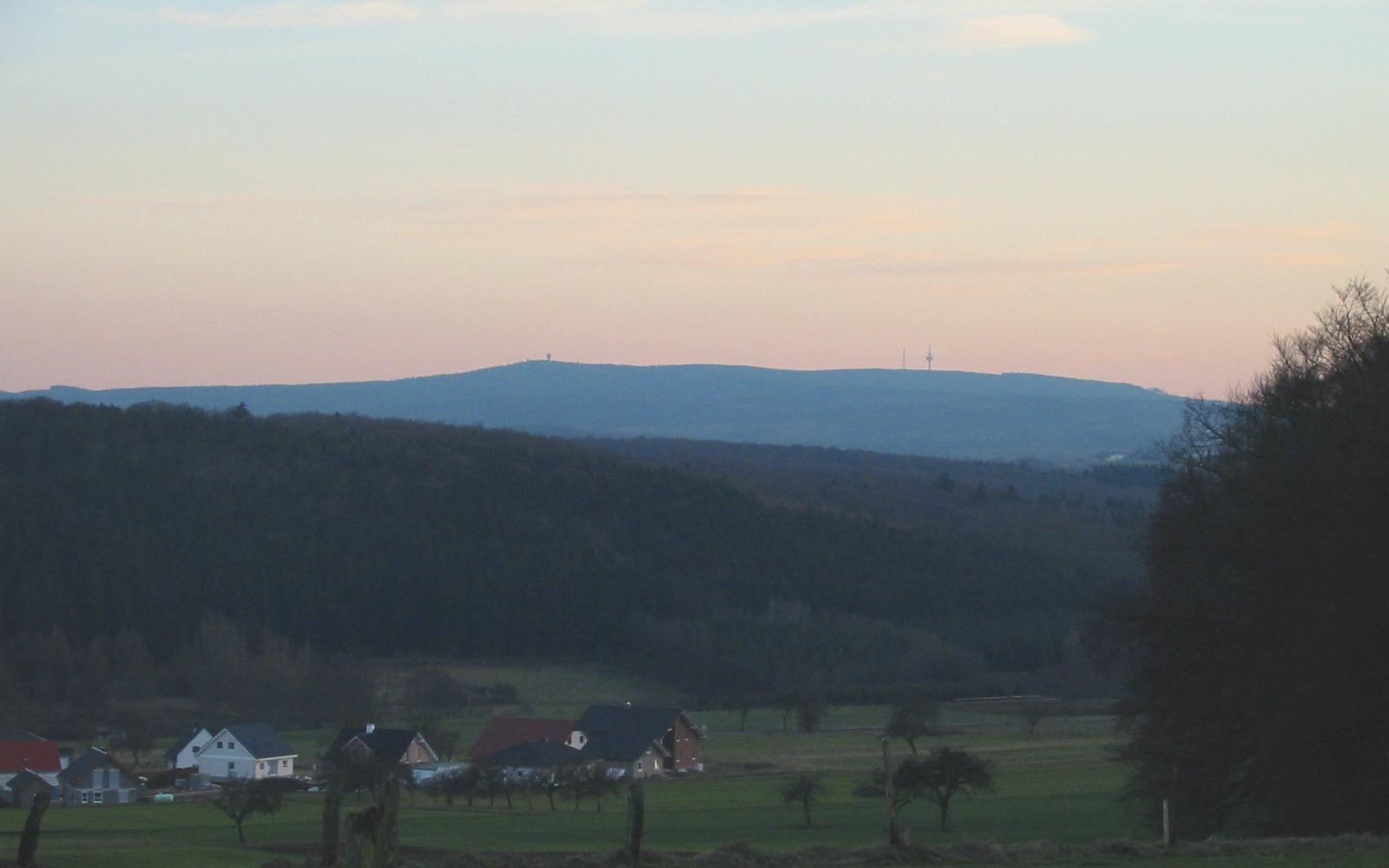
Blick nach Horressen am Fuß der Montabaurer Höhe mit dem Köppel (links; Aussichtsturm) und der Alarmstange (rechts; Fernmeldetürme)

Horressen (mundartlich „Horse“) ist ein Stadtteil und ein Ortsbezirk von Montabaur im Westerwaldkreis in Rheinland-Pfalz. Der Ort war früher landwirtschaftlich geprägt, heute ist er ein Wohnort im Sinne einer Pendlergemeinde. Bis 1972 war Horressen eine eigenständige Gemeinde im damaligen Unterwesterwaldkreis.

## Geographie
Der Stadtteil Horressen liegt am Rande der Montabaurer Höhe im nördlichen Westerwälder Teil des Naturparks Nassau etwa drei Kilometer südwestlich der Innenstadt von Montabaur. Im Norden liegt der Montabaurer Stadtteil Elgendorf, im Süden die Ortsgemeinde Niederelbert. Westlich von Horressen erstreckt sich der Staatsforst Montabaur.

## Geschichte

### Mittelalter und kurtrierische Zeit
Horressen liegt im Gebiet des zwischen 930 und 959 erstmals beschriebenen Bannes und Kirchspiels Humbach (später Montabaur genannt). Der Ort wurde unter dem Namen „Orusin“ in dem um das Jahr 1220 entstandenen Güterverzeichnis des Erzbistums Trier „Liber annalium iurium“ erstmals urkundlich erwähnt. Jährlich waren 300 irdene (?) Schüsseln an den Landesherrn zu liefern. 1498 wurde der Ort „Hoyrhuszen“, Mitte des 16. Jahrhunderts „Horhusen“ und „Horhausen“, im 18. Jahrhundert „Horresen“ und „Horressen“ genannt. Der Ortsname bedeutet: eine Niederlassung auf sumpfigen Boden (Hor = Sumpf).
Eine andere Herleitung des Ortsnamens bezieht sich ebenfalls auf diesen sumpfigen Boden. Jedoch auf die Tatsache, dass dort zunächst keine feste Siedlung möglich war, sondern nur vereinzelte Horden lebten. Daraus entwickelte sich aus dem ursprünglichen "Hordenhausen" der heutige Ortsnamen.
Anders als die anderen Dörfer im kurtrierischen Amt Montabaur gehörte Horhausen (Horressen) nicht zu einer „Zeche“ (Verwaltungsbezirk) und hatte auch keinen Heimburger (Ortsvorsteher), sondern wurde unter den Vorstädten Montabaurs aufgeführt. Die Einwohner von Horhausen/Horressen waren keine Leibeigenen, sondern den Bürgern der Stadt im Wesentlichen gleichgestellt. 1548 hatte der Ort elf Feuerstellen, was etwa 60 Einwohnern entspricht.
Im Jahre 1786 hatte Horressen 191 Einwohner.

### Nassauische und preußische Zeit
Horressen gehörte bis zum Anfang des 19. Jahrhunderts zum rechtsrheinischen Teil von Kurtrier, der infolge des Reichsdeputationshauptschlusses 1803 dem Fürstentum Nassau-Weilburg zugeordnet wurde. Nach der Bildung des Rheinbundes gehörte Horressen von 1806 an zum Herzogtum Nassau. Unter der nassauischen Verwaltung war Horressen dem nassauischen Amt Montabaur und bis 1815 dem Regierungsbezirk Ehrenbreitstein danach dem Regierungsbezirk Wiesbaden zugeordnet.
Zu Beginn der nassauischen Zeit wurde Horressen nicht mehr den Vorstädten von Montabaur zugeordnet, sondern erlangte als eigenständige Gemeinde seine Selbständigkeit. Nach einer Statistik des Herzogtums Nassau aus dem Jahre 1843 hatte die Gemeinde Horressen 419 Einwohner, die mit 94 Familien in 60 Häusern lebten. Die Einwohner waren ausnahmslos katholisch.
Aus dieser nassauischen Zeit stammte auch die dem Ort eigene Tradition, dass die Männer sogenannte „Horserboxen“ ganzjährig trugen. Dabei handelte es sich um mehr als knielange Hosen, vergleichbar mit heutigen Caprihosen. Die Tradition wurde bis in die 1980er Jahre aufrechterhalten und noch heute wird eine solche Hose im unteren Westerwaldkreis als „Horserbox“ bezeichnet.
1866 wurde das Herzogtum Nassau von Preußen annektiert. Die Gemeinde Horressen wurde 1867 Teil der preußischen Provinz Hessen-Nassau und gehörte zum damals neu gebildeten Unterwesterwaldkreis. 1946 wurde die Gemeinde Horressen Teil des Landes Rheinland-Pfalz.

### Auswanderung
Im Rahmen der Auswanderungswelle aus dem damaligen Herzogtum Nassau, vor allem in den Jahren 1817 bis 1854, entschlossen sich auch mehrere Bewohner aus Horressen (4 Familien belegt) zur Besiedlung von Texas, um dort ein besseres Leben zu finden.
Sie waren bei der Gründung von Fredericksburg im Jahre 1846 beteiligt und erwarben Ländereien in der Umgebung.
In Erinnerung an ihren alten Heimatort – mundartlich „Horse“ – nannten sie diese „Horse-Ranch“. Die Bezeichnung blieb bis zur heutigen Zeit bestehen.

### Eingemeindung

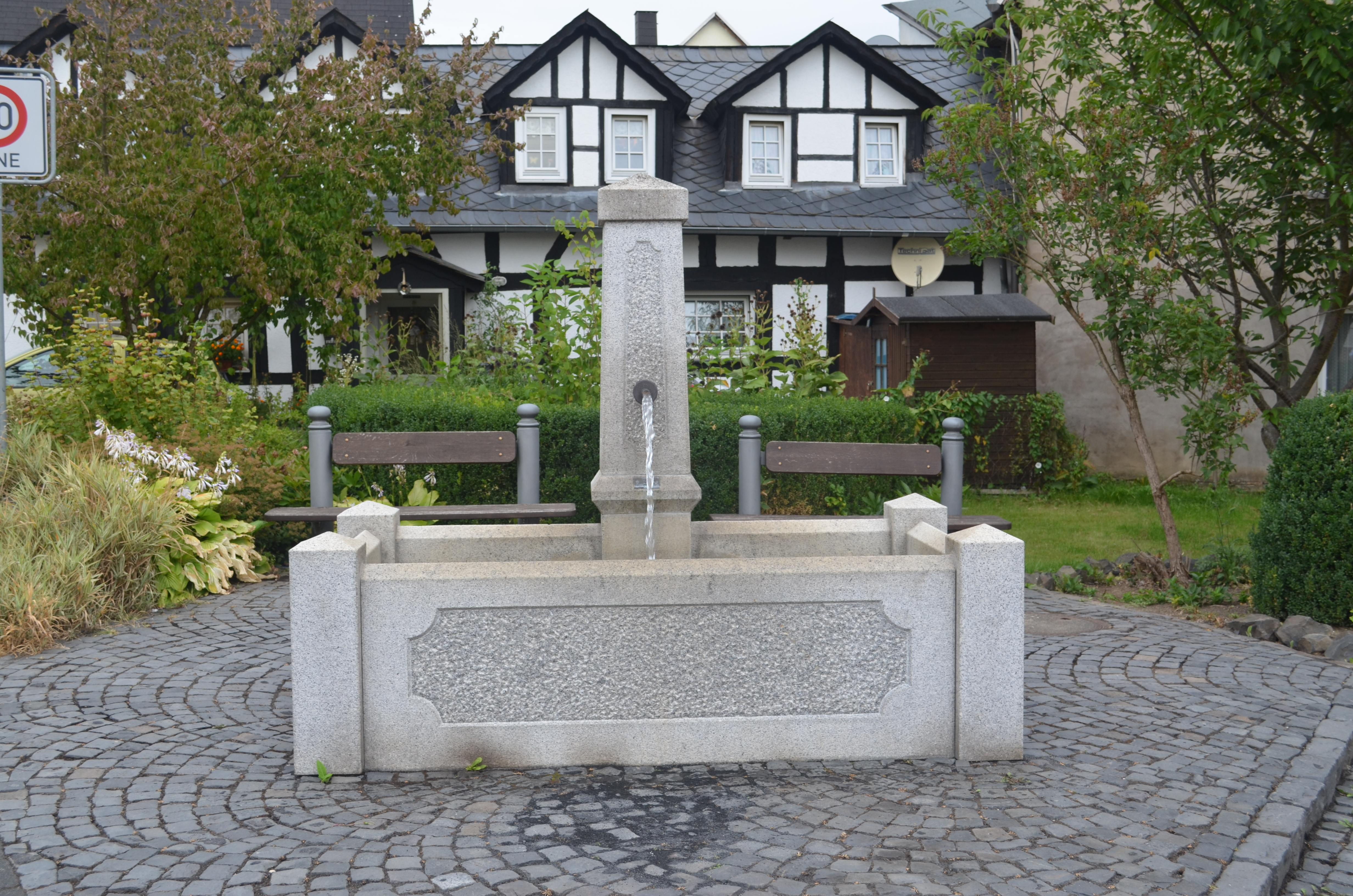
Brunnen

Im Rahmen der Mitte der 1960er Jahre begonnenen rheinland-pfälzischen Funktional- und Gebietsreform wurde die bis dahin eigenständige Gemeinde Horressen zum 22. April 1972 mit 1.298 Einwohnern in die Stadt Montabaur eingemeindet.

### Kirche

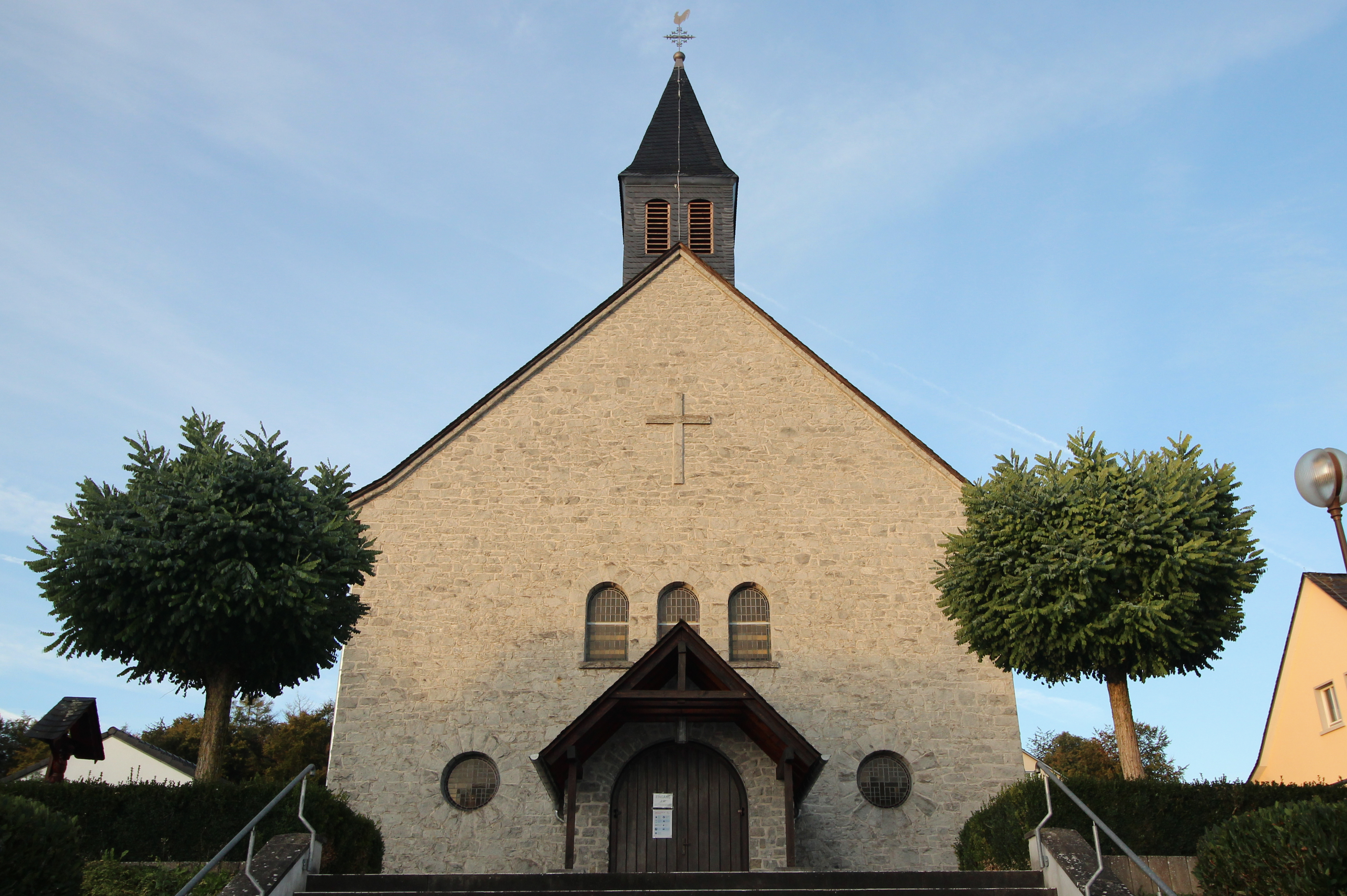
St. Johannes der Täufer

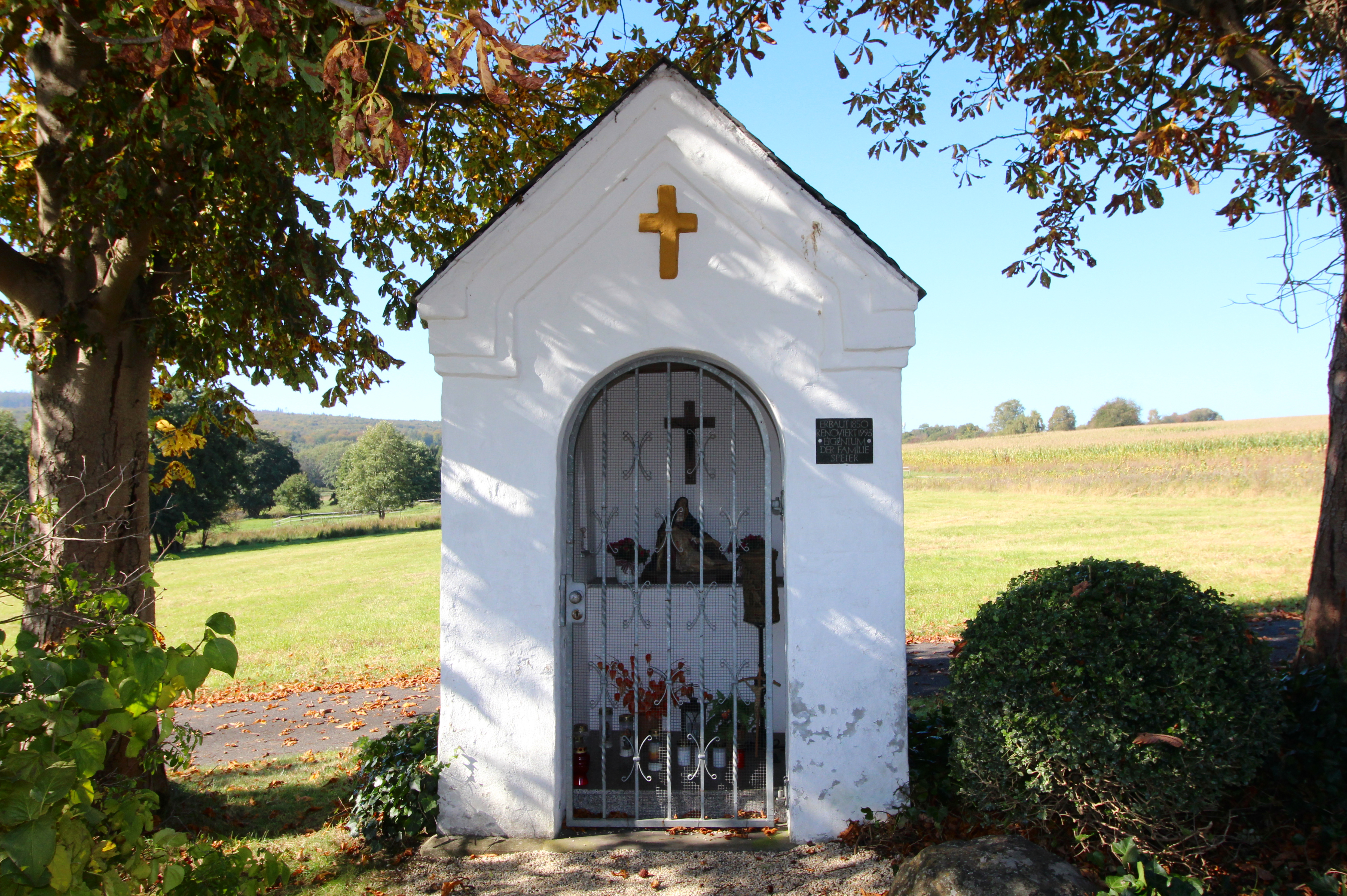
Kapelle der Familie Speyer, 1850 errichtet

Horressen gehörte immer zur Pfarrei Humbach/Montabaur im Erzbistum Trier, die 1827 dem seinerzeit neu errichteten Bistum Limburg zugeordnet wurde. Erst 1870 wurde im Ort eine eigene Kapelle errichtet. Mit dem Bau der heutigen Pfarrkirche St. Johannes der Täufer wurde 1949 begonnen, sie wurde am 14. April 1952 vom Limburger Bischof Wilhelm Kempf geweiht. Gleichzeitig wurde Horressen mit Elgendorf zu einer eigenen Kirchgemeinde erhoben. Die Pfarrvikarie St. Johannes der Täufer in Horressen ist heute Teil des Pastoralen Raums Montabaur.

### Schule
Im Jahr 1834 wurde in Horressen ein eigenes Schulhaus gebaut. Vorher gingen die Kinder von Horressen in Montabaur, später in Elgendorf (Schulhaus seit 1823) zur Schule.
Ebenso gingen die Kinder des Dorfes bis Mitte des 18. Jahrhunderts in Montabaur, später in Elgendorf zur Schule. 1834 wurde ein Schulhaus im Ort gebaut. 1922 waren in Horressen zwei Lehrer und eine Lehrerin tätig. Heute gehen die Grundschüler von Horressen und Elgendorf in die „Waldschule“, die 1967 auf der Grenze zwischen Horressen und Elgendorf errichtet wurde. Ferner hat die „Heinrich-Roth-Realschule plus“ in Horressen eine Außenstelle.

## Ortsbezirk
Der Ortsbezirk Horressen umfasst die Gemarkung Horressen mit Ausnahme der Gewerbegebiete „Horresser Berg“ und „Lindchen“ sowie des Wohnbaugebietes „Christches Weiher“. Die Interessen des Ortsbezirks werden durch einen Ortsbeirat und einen Ortsvorsteher vertreten.
Der Ortsbeirat besteht aus neun Mitgliedern, die bei der Kommunalwahl am 9. Juni 2024 in einer Mehrheitswahl gewählt wurden, und dem ehrenamtlichen Ortsvorsteher als Vorsitzendem.
Jörg Mattern wurde am 28. August 2024 Ortsvorsteher von Horressen. Da bei der Direktwahl am 9. Juni 2024 kein Wahlvorschlag eingereicht wurde, oblag die Neuwahl des Bürgermeisters gemäß rheinland-pfälzischer Gemeindeordnung dem Ortsbeirat, der sich auf seiner konstituierenden Sitzung einstimmig für Jörg Mattern entschied. Sein Vorgänger Guido Fuchs hatte das Amt seit 2014 inne und kandidierte bei der Wahl 2024 nicht erneut.

## Infrastruktur
Für die Kulturdenkmäler des Ortes siehe die Liste der Kulturdenkmäler in Horressen.
- Die Freiwillige Feuerwehr Horressen wurde 1928 gegründet. Die heutige Löschgruppe Horressen ist Teil der Stützpunktfeuerwehr Montabaur.
- Die Sporthalle der „Waldschule“ in Horressen hat einen Mehrzweckbereich und bietet Platz für ca. 360 Personen.
- Der Kindergarten „St. Johannes“ in Horressen steht unter der Trägerschaft der katholischen Kirchengemeinde St. Johannes.

## Verkehr
- Horressen ist über die Landesstraße 327 mit der Innenstadt von Montabaur verbunden. In südlicher Richtung führt die L 327 zur Bundesstraße 49 und in die Ortsgemeinde Niederelbert.
- Horressen wird durch die Regionalbusse der Linie 460 (Koblenz-Neuhäusel-Montabaur) der Firma Rhein-Mosel-Bus werktäglich  bedient.